# Arrest Aanmerkelijke kans
Het arrest Aanmerkelijke kans (HR 19 februari 1985, NJ 1985/633) is een arrest van de Nederlandse Hoge Raad dat van belang is voor het leerstuk van voorwaardelijk opzet in het strafrecht.

## Casus en procesgang
Verdachte brengt op Schiphol een koffer binnen die in dubbele deksels en bodems 4,8 kg heroïne bevat. De verdachte verklaart dat hij twee koffers heeft aangenomen van een man die hem twee nieuwe koffers te leen aanbood. In de koffer zaten al enige kledingstukken, waar hij zelf enkele eigendommen aan heeft toegevoegd.
Rechtbank en hof veroordeelden de verdachte tot zes jaar gevangenisstraf wegens het opzettelijk handelen in strijd met een in art. 2 eerste lid en onder A Opiumwet gegeven verbod. De verdachte ging in cassatie, omdat volgens hem opzet niet bewezen kon worden. Het cassatieberoep werd echter verworpen.

## Rechtsvraag
De vraag was of onder de gegeven omstandigheden aan verdachte voorwaardelijke opzet kon worden toegeschreven. Daarvoor moet immers aan drie voorwaarden worden voldaan:
- wilselement: hij moet gewild hebben wat hij heeft gedaan
- kenniselement: hij moet geweten hebben wat hij deed
- aanmerkelijke kans: er moet een aanmerkelijke kans zijn dat het strafrechtelijk feit optreedt.

## Hoge Raad
De Hoge Raad oordeelde:

5.1 (...) Kennelijk hebben Rb. en hof (...) onaannemelijk geacht dat het de verdachte niet zou zijn opgevallen dat de deksels en bodems van die koffers opvallend dik waren en dat zij zwaarder waren dan van dergelijke koffers verwacht mocht worden.

Hieruit mocht men opmaken dat:

5.2 (...) verdachte, door (...) de koffers niet aan een nader onderzoek te onderwerpen, zich willens en wetens heeft blootgesteld aan de aanmerkelijke kans dat in beide koffers verdovende middelen waren verborgen, in aanmerking genomen, dat naar van algemene bekendheid is, veelal in deksels en bodems van koffers verdovende middelen worden vervoerd.

## Belang
Het arrest Aanmerkelijke kans is van groot belang gebleken voor de bewijsconstructie van voorwaardelijk opzet, inzonderheid ten aanzien van het smokkelen van drugs. Uit de algemene bekendheid van het gegeven dat drugs vaak in koffers verstopt worden, leidt de rechter af dat iemand die desondanks een dergelijk koffer invoert, het risico om drugs in te voeren willens en wetens heeft aanvaard. Daarmee is het voorwaardelijk opzet gegeven. Hieraan doet niet af dat verdachte verklaart niet te hebben geweten dat er drugs in de koffer zaten.